# Etyd
Etyd (franska étude), studium, studie, övningsstycke, är ett musikstycke, avsett att utbilda färdigheten att spela ett instrument. Vanligen genomförs i ett sådant stycke en figur eller passage i olika lägen och vändningar. Man skiljer mellan etyder för den blott mekaniska färdigheten och sådana för ett smakfullt föredrag. De senare har ofta ett självständigt musikaliskt värde och används till konsertstycken (konsert-etyd). Förträffliga etyder för piano skrev Cramer, Clementi, Bertini, Czerny och till virtuosändamål Chopin, Moscheles, Liszt, Rubinstein med flera; för violin bland andra Rode och Kreutzer, för gitarr bland annat Heitor Villa-Lobos och Matteo Carcassi.
Begreppet etyd betydde ursprungligen ett konstnärligt arbete framställt för att användas som studiematerial. I dag används dock ordet främst som benämning på musikaliska övningsstycken.